# مات ماي
مات ماي (بالإنجليزية: Matt May)‏ هو مدير فني أمريكي، ولد في 27 أكتوبر 1935، وتوفي في 28 نوفمبر 2010 في أندل في الولايات المتحدة.